# 464 Megaira
Megaira (asteroide 464) é um asteroide da cintura principal com um diâmetro de 74,04 quilómetros, a 2,238341 UA. Possui uma excentricidade de 0,2020044 e um período orbital de 1 715,88 dias (4,7 anos).
Megaira tem uma velocidade orbital média de 17,78401745 km/s e uma inclinação de 10,1605º.
Esse asteroide foi descoberto em 9 de Janeiro de 1901 por Max Wolf.